# 12 Heures de Sebring 1981
Navigation
Édition précédente Édition suivante
Les 12 Heures de Sebring 1981 sont la 29e édition de l'épreuve et la 2e manche du championnat du monde des voitures de sport 1981 ainsi que du championnat IMSA GT 1981. Elles ont été remportées le 21 mars 1981 par la Porsche 935 K3 no 86 pilotée par Hurley Haywood, Al Holbert et Bruce Leven.

## Circuit

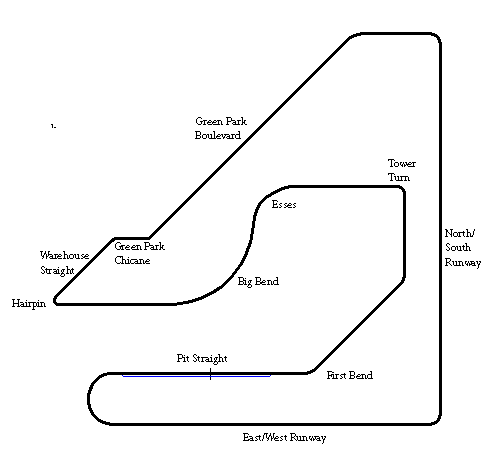
Le Sebring International Raceway, cadre des 12 Heures de Sebring 1981.

Les 12 Heures de Sebring 1981 se déroulent sur le Sebring International Raceway situé en Floride. Il est composé de deux longues lignes droites, séparées par des courbes rapides ainsi que quelques chicanes. Le tracé actuel diffère de celui de l'époque. Ce tracé a un grand passé historique car il est utilisé pour des courses automobiles depuis 1950. Ce circuit est célèbre car il a accueilli la Formule 1.

## Résultats
Voici le classement au terme de la course.
- Les vainqueurs de chaque catégorie sont signalés par un fond jauni.

| 1            | GTX | 86 | Bayside Disposal Racing                  | Hurley Haywood Al Holbert Bruce Leven                   | Porsche 935/80          | 245 |
| 2            | GTX | 90 | Cooke Woods Racing Garretson Enterprises | Roy Woods Ralph Kent-Cooke Skeeter McKitterick          | Porsche 935K3           | 242 |
| 3            | GTX | 2  | Marty Hinze Racing                       | Marty Hinze Milt Minter Bill Whittington                | Porsche 935K3           | 240 |
| 4            | GTX | 3  | Andial Meister Racing                    | Howard Meister Rolf Stommelen Harald Grohs              | Porsche 935M16          | 233 |
| 5            | GTO | 58 | Charles Kendall                          | Chuck Kendall Pete Smith Dennis Aase                    | Porsche Carrera RSR     | 218 |
| 6            | GTX | 30 | Momo Penthouse                           | Giampiero Moretti Charles Mendez Mauricio de Narváez    | Porsche 935J            | 213 |
| 7            | GTO | 23 | Roe Shelby Racing                        | Tim Shelby Earl Roe                                     | Porsche Carrera         | 212 |
| 8            | GTO | 73 | Z & W Enterprises                        | Marion Speer Eddy Joosen Dirk Vermeersch                | Mazda RX-7              | 212 |
| 9            | GTU | 98 | Kent Racing                              | Lee Mueller Walt Bohren                                 | Mazda RX-7              | 211 |
| 10           | GTO | 44 | Group 44                                 | Bob Tullius Bill Adam                                   | Triumph TR8             | 208 |
| 11           | GTU | 67 | Pennzoil of Puerto Rico                  | Mike Ramirez Luis Gordillo Manuel Villa                 | Porsche 911             | 208 |
| 12           | GTO | 04 | T & R Racing                             | Rene Rodríguez Tico Almeida Miguel Morejan              | Porsche Carrera RSR     | 208 |
| 13           | GTO | 54 | Florida Crystals Montura Racing          | Albert Naon Tony Garcia Hiram Cruz                      | Porsche Carrera RSR     | 203 |
| 14           | GTO | 35 | H. S. M. Racing                          | Mandy Gonzales Bonky Fernandez Juan Cochesa             | Porsche 934             | 199 |
| 15           | GTU | 50 | Downing Maffucci Racing                  | Jim Downing Irv Hoerr Scott Hoerr                       | Mazda RX-7              | 196 |
| 16           | GTU | 49 | Faza Squadra                             | Al Cosentino Bob Speakman                               | Mazda RX-7              | 190 |
| 17           | GTX | 9  | Cooke Woods Racing Garretson Enterprises | Bob Garretson Bobby Rahal Brian Redman                  | Porsche 935K3           | 190 |
| 18           | GTO | 4  | Group 44                                 | John Kelly Pat Bedard                                   | Triumph TR8             | 187 |
| 19           | GTU | 77 | Bruce Jennings                           | Bruce Jennings Bill Bean Tom Ashby                      | Porsche 911             | 185 |
| 20           | GTX | 68 | USA Racing                               | Richard Valentine Maurice Carter                        | Chevrolet Corvette      | 182 |
| 21           | GTX | 05 | Miguel Morejan                           | Fred Flaquer Joe Gonzales Angelo Dominguez              | Porsche Carrera RSR     | 182 |
| 22           | GTU | 31 | Hallet Motor Racing Circuit              | Anatoly Aruntunoff José Marina                          | Lancia Stratos HF       | 177 |
| 23           | GTX | 84 | Scorpio Racing                           | Enrique Molins Eduardo Barrientos Guillermo Valiente    | Porsche 935M16          | 177 |
| 24           | GTO | 25 | Red Lobster Racing                       | Dave Cowart Kenper Miller                               | BMW M1                  | 176 |
| 25           | GTU | 81 | Trinity Racing                           | Steve Dietrich Tom Winters Hugh McDonough               | Mazda RX-7              | 174 |
| 26           | GTX | 83 | George Shafer                            | George Shafer Craig Shafer Al Crookston                 | Chevrolet Camaro        | 173 |
| 27           | GTO | 34 | Drolsom Racing                           | George Drolsom Bob Hoskins Buzz Marcus                  | Porsche 924 Carrera GTR | 165 |
| 28           | GTO | 15 | D. L. Performance Engineering            | Doug Lutz Dave Panaccione                               | Porsche Carrera RSR     | 155 |
| 29           | GTU | 52 | Ours & Hours Racing                      | Jack Swanson Tom Cripe Van McDonald                     | Porsche 911             | 155 |
| 30           | GTU | 88 | Klaus Bitterauf                          | Klaus Bitterauf James Moxley Jim Leo                    | Porsche 911             | 155 |
| 31           | GTU | 39 | The Foreign Exchange                     | John Higgins Chip Mead Bill Johnson                     | Porsche 911             | 136 |
| 32           | GTU | 66 | Dunham Trucking                          | Jack Dunham Tom Sheeby Louis Sereix                     | Mazda RX-7              | 136 |
| 33           | GTX | 02 | Firestone Tire & Rubber                  | John Morton Tom Klauser                                 | Ford Mustang            | 133 |
| 34           | GTO | 60 | Bob's Speed Products                     | Bob Lee Vicki Smith Tom Marx                            | AMC AMX                 | 128 |
| 35           | GTX | 72 | Vince Thompson                           | Del Russo Taylor Rex Ramsey                             | Chevron GTP             | 96  |
| Abandons     |     |    |                                          |                                                         |                         |     |
| 36           | GTU | 45 | Autosport Technology                     | Dwight Mitchell Ray Ratcliff Bill Cooper                | Porsche 914/6           | 189 |
| 37           | GTO | 28 | NTS Racing                               | Sam Posey Fred Stiff                                    | Datsun 280ZX            | 187 |
| 38           | GTU | 32 | Alderman Datsun                          | George Alderman John McComb                             | Datsun 240Z             | 187 |
| 39           | GTU | 92 | Kent Racing                              | Kathy Rude Divina Galica                                | Mazda RX-7              | 160 |
| 40           | GTO | 43 | Bob Gregg Racing                         | Bob Gregg Bob Young Joe Varde                           | Porsche Carrera         | 153 |
| 41           | GTX | 41 | Stratagraph                              | Billy Hagan Terry Labonte                               | Chevrolet Camaro        | 144 |
| 42           | GTO | 24 | Jack Refenning                           | Jack Refenning Ren Tilton Peter Welter                  | Porsche 934             | 139 |
| 43           | GTX | 1  | John Fitzpatrick Racing                  | John Fitzpatrick Jim Busby                              | Porsche 935K3/80        | 129 |
| 44           | GTU | 62 | Kegel Enterprises                        | Bill Knoll Jeff Kline                                   | Porsche 911S            | 121 |
| 45           | GTX | 0  | Interscope Racing                        | Ted Field Danny Ongais                                  | Porsche 935K3/80        | 117 |
| 46           | GTO | 53 | Fritz Hochreuter                         | Fritz Hochreuter Rainer Brezinka Gary Hirsch            | Porsche Carrera         | 114 |
| 47           | GTX | 27 | Kenneth LaGrow Jack Holley               | Kenneth LaGrow Jack Turner                              | Chevrolet Camaro        | 114 |
| 48           | GTU | 7  | Loud Car Racing                          | Jim Mullen Michael Zimicki                              | Mazda RX-7              | 112 |
| 49           | GTX | 09 | T-Bird Swap Shop                         | Preston Henn John Gunn Gary Belcher                     | Porsche 935K3           | 107 |
| 50           | GTO | 14 | BMW Challenge Team                       | Alf Gebhardt Marc Surer                                 | BMW M1                  | 106 |
| 51           | GTU | 57 | Personalized Autohaus                    | Wayne Baker Robert Overby Dan Gilliland                 | Porsche 914/6           | 96  |
| 52           | GTX | 20 | Chris Cord Racing                        | Chris Cord Jim Adams                                    | Chevrolet Monza         | 94  |
| 53           | GTX | 97 | The Cummings Marque                      | Don Cummings Tom Juckette                               | Chevrolet Monza         | 94  |
| 54           | GTU | 55 | Mandeville Racing Ent.                   | Roger Mandeville Amos Johnson                           | Mazda RX-7              | 89  |
| 55           | GTO | 93 | Sanyo Russ Boy                           | John Carusso Russ Boy Rex Ramsey                        | Chevrolet Corvette      | 89  |
| 56           | GTX | 48 | Meldeau Tire Stores                      | Bill McDill Robert Whitaker                             | Chevrolet Camaro        | 85  |
| 57           | GTO | 29 | Bill Ferran                              | Nort Northam Chiqui Soldevilla                          | Porsche Carrera RSR     | 84  |
| 58           | GTU | 82 | Trinity Racing                           | Jim Cook John Casey Bob Bergstrom                       | Mazda RX-7              | 74  |
| 59           | GTO | 12 | Performance Marine Racing                | Jimmy Tumbleston Bobby Dumont Ford Smith                | Chevrolet Camaro        | 63  |
| 60           | GTX | 5  | Bob Akin Motor Racing                    | Bob Akin Derek Bell Craig Siebert                       | Porsche 935K3           | 62  |
| 61           | GTU | 75 | Z & W Enterprises                        | Pierre Honegger Pierre Dieudonné Jean-Paul Libert       | Mazda RX-7              | 60  |
| 62           | GTX | 07 | Heimrath Porsche                         | Ludwig Heimrath Ludwig Heimrath junior                  | Porsche 935             | 57  |
| 63           | GTU | 16 | Corp Racing Ltd.                         | Douglas Grunnet Jim Burt Steve Parquette                | Mazda RX-7              | 50  |
| 64           | GTO | 40 | David Deacon Racing                      | David Deacon Mike Freberg Rudy Bartling                 | BMW M1                  | 47  |
| 65           | GTX | 94 | Whittington Brothers                     | Don Whittington Bill Whittington Dale Whittington (en)  | Porsche 935K3           | 43  |
| 66           | GTX | 8  | JLP Racing                               | John Paul John Paul junior                              | Porsche 935JLP-3        | 43  |
| 67           | GTO | 79 | Lance Every Racing                       | Lance Van Every Richard Bond (de) Ash Tisdelle          | Porsche Carrera RSR     | 27  |
| 68           | GTO | 56 | Rick Barlose                             | Rick Barlose Michael Hammond Don Kravig                 | Porsche Carrera         | 27  |
| 69           | GTO | 03 | Angelo Pallavicini                       | Angelo Pallavicini Neil Crang Dan Simpson               | Porsche 934             | 23  |
| 70           | GTO | 89 | Vette Brakes                             | Al Levenson Elizabeth Kleinschmidt Charles Kleinschmidt | Chevrolet Corvette      | 21  |
| 71           | GTO | 42 | Cotrone Racing Enterprises               | Jo Cotrone Kal Showkat Phil Currin Emory Donaldson      | Chevrolet Corvette      | 20  |
| 72           | GTO | 85 | Sunrise Auto Parts                       | Jeff Loving Ralph Noseda Richard Small                  | Chevrolet Camaro        | 18  |
| 73           | GTO | 61 | Sharkskin Racing                         | C. C. Kanada Earle Moffitt Harry Cochran                | Chevrolet Corvette      | 15  |
| 74           | GTU | 38 | Case Racing                              | Ron Case Ray Mummery Jack Emeryson                      | Porsche 911             | 12  |
| 75           | GTU | 70 | Doyle Racing                             | Chris Doyle Hubert Phipps                               | Mazda RX-7              | 10  |
| 76           | GTU | 21 | Alps Restoration                         | Peter Aschenbrenner Peter Moennick Herman Lausberg      | Porsche 914/6           | 6   |
| 77           | GTO | 13 | Garcia Racing                            | John Lino George Garcia Fernando Garcia                 | Chevrolet Corvette      | 2   |
| 78           | GTU | 37 | Vince Thompson                           | Janis Taylor Pat Godard Carol Cone                      | Alfa Romeo GTV          | 1   |
| Non-partants |     |    |                                          |                                                         |                         |     |
| 79           | GTX | 00 | Interscope Racing                        | Ted Field Danny Ongais                                  | Porsche 935K3/80        |     |
| 80           | GTU | 01 | T & R Racing                             | Fred Flaquer Joe Gonzales Angelo Dominguez              | Porsche Carrera         |     |
| 81           | GTO | 10 | T. C. Racing                             | Tim Chitwood Joe Varde                                  | Chevrolet Camaro        |     |
| 82           | GTX | 18 | JLP Racing                               | Werner Frank                                            | Porsche 935             |     |
| 83           | GTX | 19 | Chris Cord Racing                        | Chris Cord Jim Adams                                    | Chevrolet Monza         |     |
| 84           | GTX | 22 | Paul Canary Racing                       | John Gunn Paul Canary                                   | McLaren M12 GT          |     |
| 85           | GTO | 36 | Herman + Miller P+A                      | Doc Bundy Paul Miller (de)                              | Porsche 924 Carrera GTR |     |
| 86           | GTO | 46 | B R Racing                               | Mark Leuzinger Mike Van der Werff                       | De Tomaso Pantera       |     |
| 87           | GTO | 65 | Yenko Chevrolet                          | Gary English Don Yenko Bob McClure                      | Chevrolet Camaro        |     |
| 88           | GTU | 71 | Morgan Perf. Group                       | Charles Morgan Jim Miller Herb Forrest                  | Datsun 280ZX            |     |
| 89           | GTX | 74 | Z & W Enterprises                        | Pierre Honegger Ernesto Soto                            | Mazda RX-7 GTP          |     |
| 90           | GTX | 91 | T-Bird Swap Shop                         | Preston Henn John Gunn Gary Belcher                     | Ferrari 512BB           |     |